# مورنان
مورنان روستایی در بخش مرکزی شهرستان اصفهان، ایران است.
این روستا که در دهستان قهاب شمالی قرار دارد در سال ۱۳۹۵ دارای ۵۴۰ نفر جمعیت (۱۶۲ خانوار) بوده است.